# Mundial Juvenil Sub-17 de Clubes
El Mundial Sub-17 de Clubes es un torneo internacional de fútbol juvenil que tiene su sede permanente en España. El certamen se celebra actualmente en la Comunidad de Madrid. Las primeras ediciones del torneo tuvieron lugar en Castilla-La Mancha.
El campeón actual es el SE Palmeiras de Brasil.

## Historia
Manolo Sanchis exfutbolista formó parte de la generación de futbolistas procedentes del primer equipo de la cantera del club, el  Real Madrid Castilla CF (equipo de formación de futbolistas jóvenes del Real Madrid CF) conocida como «La Quinta del Buitre», junto con Emilio Butragueño, Rafael Martín Vázquez, Miguel González «Míchel» y Miguel Pardeza, fue el encargado de crear el Mundial de Clubes en el 2005. Este torneo es un campeonato internacional juvenil que reúne a las mejores canteras del fútbol mundial desde el año de su creación y que desde entonces no ha dejado de disputarse, año tras año.
El Mundial de Clubes juveniles (Sub-17) tiene como propósito principal, promocionar el talento de los jóvenes. Funcionando como vitrina para que puedan pertenecer a la élite del fútbol mundial codeándose con jugadores de los 5 continentes.
Deportistas del más alto nivel profesional han sido partícipes de este torneo, como lo son Sergio Busquets, (campeón mundial con la selección de fútbol de España en la Copa Mundial de Fútbol de 2010 y campeón de Europa con el FC Barcelona), Álvaro Morata (campeón de la Copa Mundial de Clubes de la FIFA 2016 con el Real Madrid). Otros casos son el de Oscar (campeón de la Europa League en 2013 con el Chelsea) y Stevan Jovetić (futbolista montenegrino que pasó por clubes como el Sevilla FC, Inter de Milán o Manchester City, entre otros).

## Palmarés
| Año  | Campeón            | Subcampeón         | Tercero                                    | Cuarto                                     |
| ---- | ------------------ | ------------------ | ------------------------------------------ | ------------------------------------------ |
| 2005 | Boca Juniors       | FC Barcelona       | Pumas UNAM                                 | SL Benfica                                 |
| 2006 | Boca Juniors       | Sevilla FC         | Juventus de Turín                          | Albacete Balompié                          |
| 2007 | São Paulo FC       | Partizan           | Real Madrid CF                             | Sevilla FC                                 |
| 2008 | São Paulo FC       | RCD Español        | FC Barcelona                               | Partizan                                   |
| 2009 | Real Madrid CF     | FC Barcelona       | No se realizó partido por el tercer puesto | No se realizó partido por el tercer puesto |
| 2010 | Corinthians        | Bayern Munich      | No se realizó partido por el tercer puesto | No se realizó partido por el tercer puesto |
| 2011 | Corinthians        | Guadalajara        | No se realizó partido por el tercer puesto | No se realizó partido por el tercer puesto |
| 2012 | Atlético de Madrid | FC Barcelona       | No se realizó partido por el tercer puesto | No se realizó partido por el tercer puesto |
| 2013 | River Plate        | Atlético de Madrid | No se realizó partido por el tercer puesto | No se realizó partido por el tercer puesto |
| 2014 | Real Madrid CF     | Corinthians        | No se realizó partido por el tercer puesto | No se realizó partido por el tercer puesto |
| 2015 | Corinthians        | Atlético Nacional  | No se realizó partido por el tercer puesto | No se realizó partido por el tercer puesto |
| 2016 | Real Madrid CF     | SE Palmeiras       | No se realizó partido por el tercer puesto | No se realizó partido por el tercer puesto |
| 2017 | Real Madrid CF     | SL Benfica         | No se realizó partido por el tercer puesto | No se realizó partido por el tercer puesto |
| 2018 | SE Palmeiras       | Real Madrid CF     | No se realizó partido por el tercer puesto | No se realizó partido por el tercer puesto |
| 2019 | SE Palmeiras       | CD Leganés         | No se realizó partido por el tercer puesto | No se realizó partido por el tercer puesto |

## Títulos por club
| Equipo             | Títulos | Años campeón           | Subcampeón | Años subcampeón  |
| ------------------ | ------- | ---------------------- | ---------- | ---------------- |
| Real Madrid CF     | 4       | 2009, 2014, 2016, 2017 | 1          | 2018             |
| Corinthians        | 3       | 2010, 2011, 2015       | 1          | 2014             |
| SE Palmeiras       | 2       | 2018, 2019             | 1          | 2016             |
| São Paulo FC       | 2       | 2007, 2008             |            |                  |
| Boca Juniors       | 2       | 2005, 2006             |            |                  |
| Atlético de Madrid | 1       | 2012                   | 1          | 2013             |
| River Plate        | 1       | 2013                   |            |                  |
| FC Barcelona       |         |                        | 3          | 2009, 2011, 2012 |
| Sevilla FC         |         |                        | 1          | 2006             |
| Partizan Belgrado  |         |                        | 1          | 2007             |
| RCD Español        |         |                        | 1          | 2008             |
| CD Guadalajara     |         |                        | 1          | 2010             |
| Atlético Nacional  |         |                        | 1          | 2015             |
| SL Benfica         |         |                        | 1          | 2017             |
| CD Leganés         |         |                        | 1          | 2019             |